# 水谷陽介
水谷 陽介（みずたに ようすけ、1983年7月13日 - ）は、中京テレビ放送のテレビディレクター、元同局のアナウンサー。静岡県浜松市出身。静岡県立浜松北高等学校、中央大学文学部国文学科卒業。血液型A型。

## 来歴
大学卒業後、2007年4月に中京テレビにアナウンサーとして入社。同期に元同局アナウンサーの鹿内美沙がいる。また、同じ高校の出身者に同局アナウンサーの佐野祐子が、同じ大学の出身者に元同局アナウンサーの林一郎がいる。
スポーツ番組を中心にあらゆるジャンルの番組を担当していたが、2014年6月の人事異動で報道部へ転属した。報道部ではスポーツ関係の取材を主に担当している。

## 人物
水谷本人のブログにあったプロフィール写真では眼鏡を掛けていないが、テレビ出演の際には眼鏡を着用していた。その様子は、YouTubeの中京テレビ公式チャンネルにある『グッジョブ7』と『チュ〜ポン!TV』の動画で確認できた（いずれも公開終了）。

## 過去の担当番組
- NNNストレイトニュース 中京テレビローカルパート（中継リポーター・ナレーター・水曜キャスター） - キャスターは2013年4月3日から担当。
- Jリーグ中継（J1名古屋グランパスホームゲームリポーター・実況担当） - CSチャンネルの番組だが、中京テレビが制作協力をしている関係で出演していた[4]。初実況は2012年4月14日、J1第6節、対コンサドーレ札幌戦。
- 中京テレビNEWSリアルタイム（リポーター）
- スーパーチャンプル（「CHAMPLE B-BOY LEAGUE」実況担当）
- TA☆RO （不定期出演）
- PS （不定期出演）
- 中京テレビNEWS （キャスター）
- おもいッきりDON!ナゴヤ（スタジオ進行）
- ラッキー!! （リポーター）
- 吉本ぎゅうぎゅう詰め
- news every. 中京テレビローカルパート（不定期出演） - 土曜版にも出演。
- アナアナ商会
- ana-ana girl's （「SKE48のファッションチェック」担当）
- おはZIP! （中継リポーター）
- グッジョブ7（リポーター）
- NEWS ZERO 中京テレビローカルパート
- 幸せの黄色い仔犬
- 真相報道 バンキシャ! 中京テレビローカルパート
- SKE48の世界征服女子（S女大相撲実況担当）
- Dramatic Game 1844 - 尾原秀三が営業部へ異動したことによって2012年以降担当するようになった。
- キャッチ! （不定期でリポーター、2013年4月からは「食卓の秘密」ナレーター）
- チュ〜ポン!TV （リポーター）
- スポーツスタジアム晴